# Jan Svěrák
Jan Svěrák (Žatec, 1965. február 6. –) cseh színész, forgatókönyvíró, filmrendező.

## Élete
Zdeněk Svěrák cseh színész, forgatókönyvíró fia. 1983 és 1988 között a Prágai Filmművészeti Egyetem hallgatója dokumentumfilm-szakon. Az Olajfalók című világsikerű kisfilmje még egyetemi vizsgamunka volt.

## Filmjei
- Olajfalók (Ropáci), 1988
- Általános iskola (Obecná škola), 1991
- Akkumulátor 1. (Akumulátor 1.), 1994
- Száguldás (Jízda), 1994
- Kolja, 1996
- Sötétkék égbolt (Tmavomodrý svět), 2001
- Tatínek (Tatínek) 2004 dokumentumfilm
- Csereüvegek (Vratné lahve), 2007
- Rejtélyek (Tajnosti), 2007 – producer

Az Akkumulátor 1. a valaha volt legdrágább cseh film volt és 1994 legnézettebb filmje Csehországban.

## Könyvei magyarul
- Bubu visszatér; ill. Jakub Dvorský, ford. Forgács Ildikó; Méry Ratio, Somorja, 2012

## Díjai, jelölései
- Student Academy Award
  - 1988 díj: Egyetemi hallgatók Oscar-díja (Student Academy Award) – Olajfalók
- Karlovy Vary-i Nemzetközi Filmfesztivál
  - 1994 díj: Kristály Glóbusz – Az Akkumulátor 1.
  - 2008 díj: Közönségdíj – Kritikus tömeg